# Pieni Pajusaari (ö i Södra Savolax)
Pieni Pajusaari är en ö i Finland.   Den ligger i sjön Puula och i kommunen Hirvensalmi i den ekonomiska regionen  S:t Michel och landskapet Södra Savolax, i den södra delen av landet, 210 km nordost om huvudstaden Helsingfors.